# Elephantomyia (Elephantomyia) flavicolor
Elephantomyia (Elephantomyia) flavicolor is een tweevleugelige uit de familie steltmuggen (Limoniidae). De soort komt voor in het Afrotropisch gebied.